# Vogelhotel
Het Vogelhotel is een bouwwerk geplaatst in het Amsterdamse Oosterpark. Het is zowel een bouwwerk als toegepaste kunst.

## Omgeving
In de noordrand van het park tegen de Mauritskade aan staat een aantal monumentale gebouwen, waarvan Mauritskade 59B-61 naar ontwerp van Bernard Springer jarenlang het "Ontleedkundig Laboratorium" huisvestte. Toen dat vertrok, trok het Zoölogisch Museum Amsterdam van onder meer Artis in het gebouw. Toen dat in 2011 uit het pand trok werd het na verkoop in 2014 onder architectuur van Office Winhov verbouwd tot hotel. Die herbestemming (met een nieuwe vleugel) had ook mede door investeerder Amerborgh International van Alex Mulder invloed op het bijbehorende parkdeel. Dat was voorheen door middel van hekwerken afgescheiden van het park. Er moesten diverse personen en instanties ingeschakeld worden, want het Oosterpark heeft een ingewikkelde waterhuishouding. Het ene deel (tegen die Mauritskade) ligt hoger; de grond van het middeldeel slinkt. Zo kwamen Mulder, Sant en Co (drainage Oosterpark), en landschapsarchitecten Piet Gysel en ten slotte landschapsarchitect Thijs de Zeeuw tot dit werk. Het originele idee voor een volière werd losgelaten; een beschut doch afgesloten verblijfplaats voor vogels. De Zeeuw ontwierp/ontwerpt bouwwerken voor dieren, waarbij meer dan vroeger het dier centraal staat. Hij was bijvoorbeeld ook in Artis actief met nieuwe olifanten- en leeuwenverblijven en ontwierp een bijvoorbeeld een palingpark In het Oosterdok. Hij paste het oorspronkelijke idee aan de functie van het gebouw; een hotel, maar dan voor vogels, die er even kunnen verblijven om vervolgens weer uit te vliegen. Er kwam binnen de tuin aldus een open constructie waar vogels beschutting kunnen vinden met rustplaatsen en drinkgelegenheid. Het geheel heeft het uiterlijk van een opengewerkte domkerk.